# 沙里福汗·精思汗
沙里福汗·精思汗（Шәріпхан  Жеңісханұлы  Көгедаев 1900年—1940年）哈萨克族，新疆阿勒泰人，哈萨克贵族。

## 生平
沙里福汗出身于克烈部库库岱家族，为库库岱公四代孙，精思汗之子，艾林郡王的异母弟。民国十一年（1922年），进迪化的“蒙哈学堂”学习，民国十六年（1927年）毕业，任福海县长，当时为杨增新统治新疆时期。因为1929年组织反对金树仁政府统治的武装起义，于1929年被撤职。1933年1月，组织哈萨克族武装反抗金树仁在新疆的统治。1933年夏，率阿勒泰的哈萨克族、蒙古族等各族民众抗击马仲英部的马如龙、马赫英的劫掠，迫使该部退出阿山地区。1933年9月任新疆省政府委員。1934年冬，任阿勒泰行政区行政长兼警备司令，阿勒泰民众联合反帝会会长。任内惩办贪污，改革行政，同苏联友好往来，带头捐款捐畜，创办学校和俱乐部，推进阿山的文教事业，主办《新阿勒泰》杂志，宣传民主思想。民国二十八年（1939年）被盛世才逮捕入狱。1940年在迪化的狱中被杀害，享年40岁。 

## 家庭
- 父：精思汗
- 异母兄：艾林·精思汗